# Echipa națională de fotbal feminin a Moldovei
Echipa națională de fotbal feminin a Moldovei este reprezentanta națională de fotbal feminin a Republicii Moldova în competițiile internaționale printre țări. Ea a participat în preliminariile pentru Campionatul Mondial de fotbal Feminin din 2003 și 2007, terminând de fiecare dată pe ultima poziție în grupă. După o pauză de 8-9 ani, în 2015 naționala feminină a Moldovei a fost reîntrunită din nou, sub conducerea antrenoarei Alina Stețenco și a debutat în prima rundă preliminară pentru turneul Euro 2017 Feminin, calificându-se în etapa următoare după ce a terminat pe primul loc într-o grupă de calificare cu Letonia, Lituania și Luxemburg.
În afară de naționala feminină de senioare, Republica Moldova, de asemenea, dispune de selecționate feminine Under-19 și Under-17, care au reprezentat țara în competițiile internaționale la turneele cu limita de vârstă respectivă.